# Velemlok čínský
Velemlok čínský (Andrias davidianus) je největší mlok na světě. Dosahuje výjimečně délky až 180 cm. Žije v čínských potocích a jezerech. Je kriticky ohrožený, protože ubývá jeho přirozeného prostředí a protože je loven člověkem na maso.

## Popis
Velemlok čínský má velkou hlavu a malé oči. Je zbarven do černé barvy. Živí se hmyzem, žábami a rybami. Má velmi špatný zrak, ale má smyslový orgán, táhnoucí se od hlavy až k ocasu a je citlivý na jakékoli vibrace. Průměrný velemlok čínský váží 25–30 kg a měří 1,15 m. Samice kladou až 500 vajíček, která uchovávají v dutinách. Podobný je velemlok japonský.

## Systematika
V roce 2019 genetické analýzy vzorků z živých i konzervovaných uhynulých exemplářů potvrdily předchozí domněnky a ukázaly, že velemlok čínský v původním pojetí zahrnuje tři odlišné druhy, které se rozdělily již před 3,1 až 2,4 milionu let a mají odlišná teritoria výskytu:
- Velemlok čínský (Andrias davidianus) (Blanchard, 1871), rozšířený kolem severní části řeky Jang-c’-ťiang (Sečuánsko)
- Velemlok (Andrias sligoi) (Boulenger, 1924), s výskytem u Perlové řeky (Nanling, provincie An-chuej)
- Velemlok (Andrias jiangxiensis), s výskytem ve Žlutých horách.

Za největšího mloka a zároveň největšího recentního obojživelníka je v současnosti považován velemlok Andrias sligoi.

## Chov v zoo
Velemlok čínský je v zajetí vidět jen na pár místech na světě: pět velemloků je v USA (Zoo Atlanta, Cincinnati Zoo, Saint Louis Zoological Park). Další jsou také v několika čínských parcích a zoologických zahradách. V Evropě je podle databáze Zootierliste chován v pouhých jedenácti zoo. V Česku je k vidění v Zoo Praha, kde mají tato zvířata vlastní pavilon.

### Chov v Zoo Praha
Zoo Praha chovala tento druh již v letech 1952–2001, ale zvířata byla umístěna na Přírodovědecké fakultě UK. Současní jedinci byli přivezeni v letech 2012 až 2014. Někteří z nich pocházeli z chovné stanice v Koreji, další ze zoo v rakouském Schmidingu či z německého Berlina. Na počátku roku 2018 tak bylo v zoo chováno 18 jedinců, včetně samce Karla, největšího velemloka v Evropě. Už při příchodu do pražské zoo byl Karlo největším známým velemlokem mimo Čínu (měřil 155 cm a vážil 26,5 kg). V závěru prosince 2024 oznámila pražská zoo úhyn velemloka Karla, který v době úhynu (ve věku cca 47 let) měřil 161 cm a vážil 38,8 kg. V hlavní expozici pavilonu Velemlokárium tohoto rekordmana vystřídal samec Šmíca, který se vylíhnul v srpnu 1995 a při příchodu do Prahy ze Zoo Schmiding v květnu 2014 měřil 105 cm a vážil 8,2 kg. Sedm let žil v zázemí pražského pavilonu a v době přesunu do hlavní expozice je jeho délka 144 cm a váha 32 kg.
Velemloky je možné vidět ve speciálním samostatném pavilonu Velemlokárium v dolní části zoo, který nemá ve světě obdoby. Stavba za 23,6 mil. Kč probíhala v letech 2012–2014. Ke slavnostnímu otevření došlo 31. května 2014. V pavilonu je snaha představit biotop a oblast výskytu tohoto druhu, a tak je součástí pavilonu i expozice pro chřestýšovce mangšanské a želvy dlaždicovité, které vystavuje Zoo Praha jako jediná v Evropě. Zároveň je poukázáno na inspiraci Karla Čapka těmito obojživelníky, když psal Válku s mloky. Tento literární počin je možné si v pavilonu poslechnout v audioverzi namluvené Jiřím Lábusem.
V roce 2012 se stopa velemloka čínského stala jednou z pěti stop tehdy nového loga. Její využití odkazuje na širší historicko-kulturní souvislosti, např. výše zmíněné dílo Válka s mloky.

## Galerie

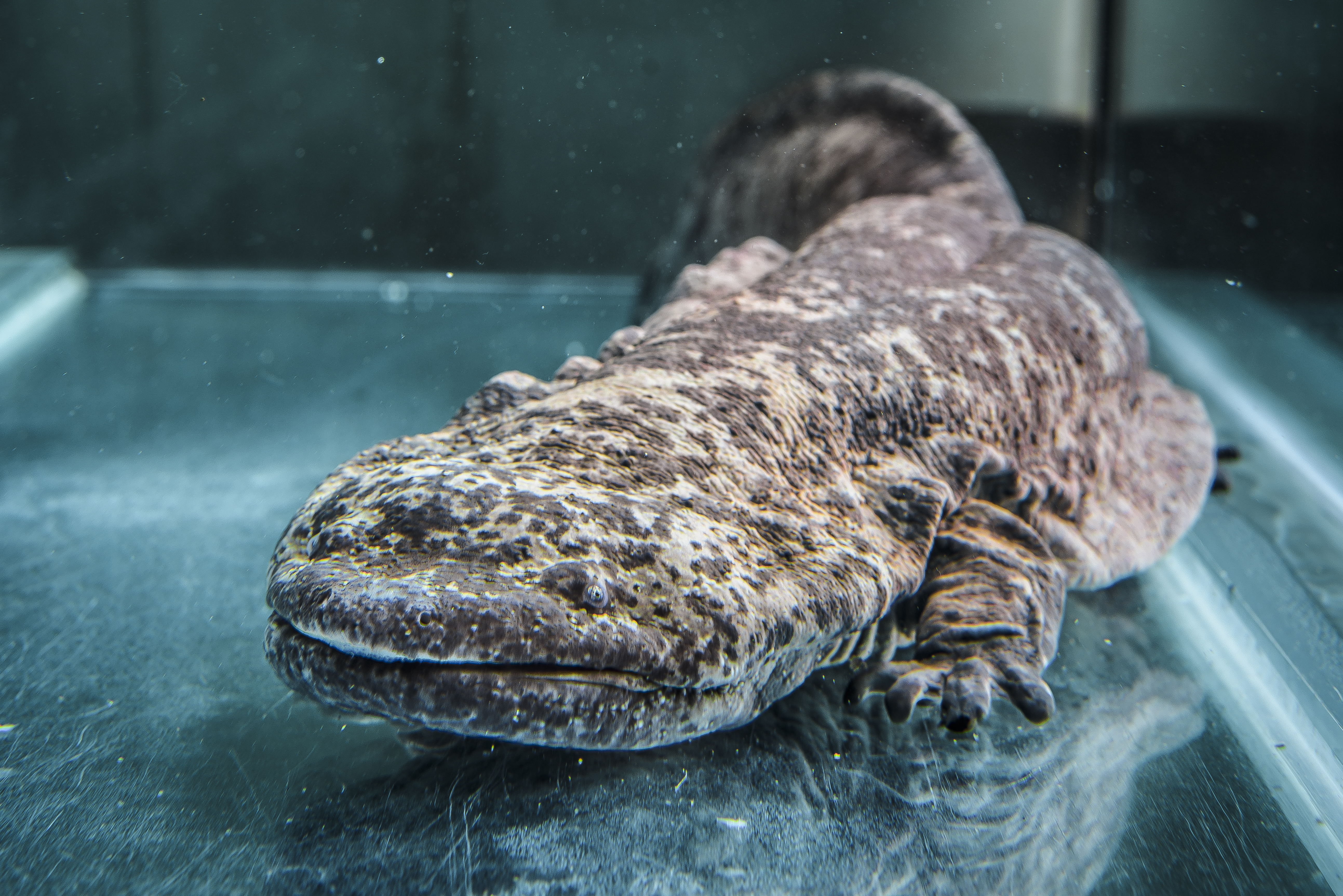
Velemlok čínský v Zoo Praha
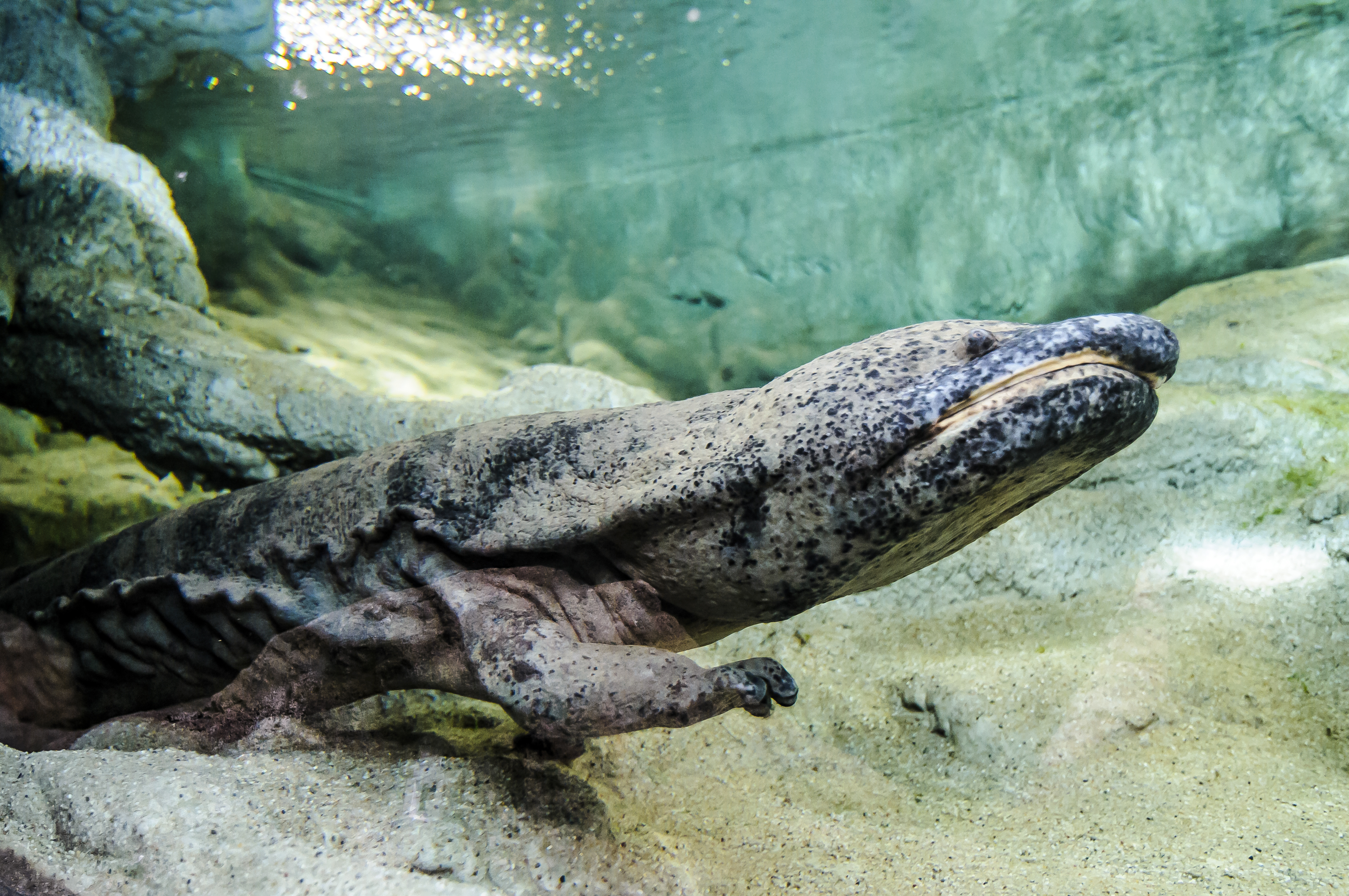
Velemlok čínský v Zoo Praha